# Исаковская (Тарногский район)
Исаковская — деревня в Тарногском районе Вологодской области.
Входит в состав Тарногского сельского поселения, с точки зрения административно-территориального деления — в Шевденицкий сельсовет.
Расстояние до районного центра Тарногского Городка по автодороге — 5 км. Ближайшие населённые пункты — Игумновская, Шкулевская, Новгородовская.
По переписи 2002 года население — 45 человек (24 мужчины, 21 женщина). Всё население — русские.